# Sawdust and Salome
Sawdust and Salome è un cortometraggio muto del 1914 diretto e interpretato da Van Dyke Brooke.

## Produzione
Il film fu prodotto dalla Vitagraph Company of America.

## Distribuzione
Distribuito dalla General Film Company, il film - un cortometraggio in una bobina - uscì nelle sale cinematografiche statunitensi il 16 febbraio 1914.
Copia della pellicola viene conservata negli archivi della Library of Congress. Il film, di pubblico dominio, è stato inserito in un DVD dal titolo Norma Talmadge at Vitagraph (1911-1916) che comprende otto cortometraggi per una durata totale di 114 minuti. Il DVD, distribuito dalla Grapevine Video, è stato immesso sul mercato nel 2007.